# Brielle
Brielle (uitspraakⓘ), ook wel Den Briel, is een stad in de gemeente Voorne aan Zee, in de Nederlandse provincie Zuid-Holland. Met circa 14.000 inwoners is Brielle de op een na grootste plaats binnen de gemeente Voorne aan Zee.
Brielle is gelegen aan het Brielse Meer, een afgedamd gedeelte van de Maas dat zich tot belangrijk recreatiegebied ontwikkeld heeft. Het ligt ten oosten van de oude vaargeul Brielse Gat. Tot 1700 werd dit water gebruikt als verbinding naar Rotterdam, daarna trad verzanding op waardoor het Gat minder goed bevaarbaar werd. Het Goereese Gat was een alternatief.

## Geschiedenis
Brielle, in de middeleeuwen de vijfde stad van het gewest Holland, is een oude vestingstad en de bekendste bedevaartsplaats van Zuid-Holland. De grotendeels uit de 17e eeuw stammende vesting van Brielle is een rijksmonument en een van de best bewaard gebleven verdedigingswerken in Nederland.
De naam gaat terug op het Keltische woord 'brogilo' ('ingesloten gebied, jachtgebied') en uit de oudste geschriften blijkt, dat de huidige locatie 'de nieuwe Briel' is. In de 11e en 12e eeuw bestond Voorne uit een paar kleine en grote eilandjes. Op die eilanden begonnen zich boerenfamilies te vestigen. Ze ontgonnen veengronden die ze daarna in gebruik namen voor landbouw en veeteelt, maar deze gebieden overstroomden regelmatig door de Noordzee en de Maas. De boerenfamilies begonnen daarom dijken aan te leggen waardoor ze toch in die gebieden konden blijven wonen. Door de vele overstromingen werd het ontgonnen land een eiland en zo ontstond langzamerhand Brielle. Brielle had in de eerste eeuwen een rijk Rooms leven. De Sint-Catharijnekerk werd gebouwd en vele kloosters ontstonden en daar is de stad verder omheen gebouwd.
Op 1 april 1572 werd de stad ingenomen door de Watergeuzen onder leiding van Lumey en Bloys van Treslong, waarbij de veerman Jan Koppestok een belangrijke rol vervulde. De Inname van Den Briel wordt algemeen gezien als het eigenlijke begin van de opstand tegen Filips II; zie ook Tachtigjarige Oorlog. Aan dit feit dankt Brielle haar schildspreuk Libertatis Primitiae, "eersteling der vrijheid". Dit historisch feit wordt ieder jaar op 1 april gevierd. Schoolkinderen onthouden dit feit met de zin:
"Op 1 april verloor Alva zijn bril" (eigenlijk: "Op 1 april verloor Alva Den Briel")
De 1 aprilgrap dateert al van voor die tijd en wordt ook in andere landen gesignaleerd; deze heeft dan ook niets met dit voorval te maken. Toch wordt nog vaak gedacht dat de inname van Den Briel het begin van de 1 aprilgrap is geweest.
Tijdens de gebeurtenissen in 1572 vermoordden de protestantse Watergeuzen negentien katholieke geestelijken uit het veroverde Gorinchem, de heilige Martelaren van Gorcum. Sindsdien is Brielle ook een bedevaartsoord voor met name Nederlandse katholieken.
In 1585 werd Brielle Engels bezit: koningin Elizabeth verkreeg het in onderpand, samen met Oostende, Vlissingen en Fort Rammekens, in ruil voor militaire en financiële hulp in de strijd tegen Spanje. In 1616 kwamen deze gebieden terug bij de Republiek der Zeven Verenigde Nederlanden.

## Bezienswaardigheden
Een deel van Brielle is een beschermd stadsgezicht. Met haar bijna 400 rijksmonumenten op een inwoneraantal van nog geen 12.000 inwoners bezit de stad samen met Harlingen de meeste monumenten per inwoner van heel Nederland. Zie voor de rijksmonumenten:
- Lijst van rijksmonumenten in Brielle (plaats)

De vroegste voorbeelden van gestukadoorde plafonds in Nederland dateren van omstreeks 1600. In Nederland zijn slechts vijf van dergelijke plafonds bewaard gebleven. Op een na betreft dit Brielse plafonds.
Opvallend is ook het grote aantal gevelstenen in Brielle. De belangwekkendste daarvan zijn die met de voorstellingen van ‘De 4 gekroonde Ambachtslien’ (Maarland N.Z. 43; circa 1580), een schip (Maarland N.Z. 49; 1607), Tobias en de vis (Maarland Z.Z. 2; 1612), ‘De Winthont’ (Kaaistraat 21; 1613), en ‘De Lammerenberg’ (Vischstraat 3; 18e eeuw).

### De Vesting

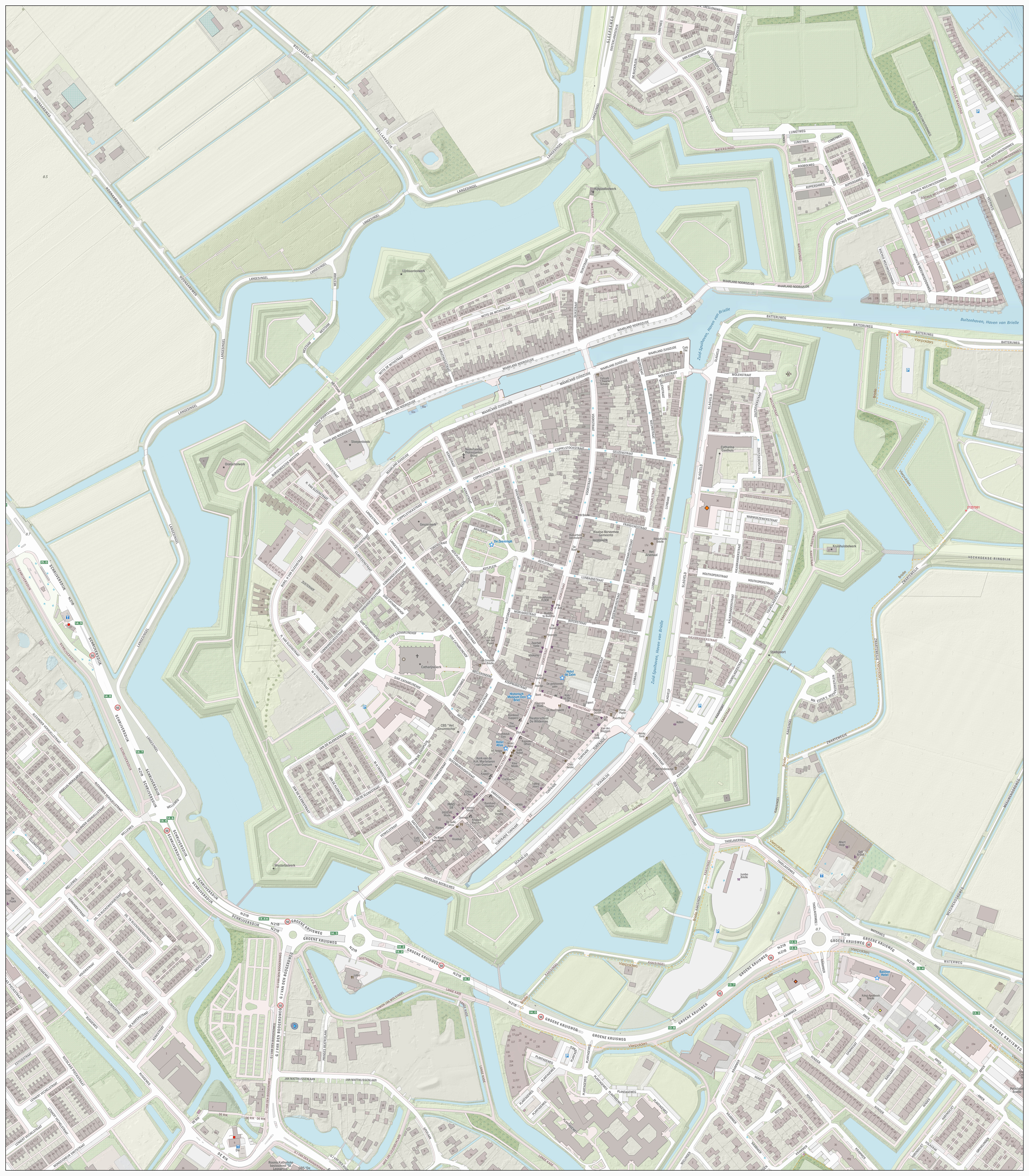
Kaart van de vesting, met bezienswaardigheden, per april 2017

De stad bezit nog steeds haar oude stadswallen, gebouwd volgens het oud-Nederlands vestingstelsel. De vestinggordel van Den Briel heeft negen bastions en vijf ravelijnen en is gerestaureerd tussen 1972 en 1975. Sinds 1713 is er weinig aan de vesting veranderd, waardoor de verdedigingswerken tot de belangrijkste overgebleven vestingwerken van Nederland behoren. Brielle heeft met zijn 9 bastions de meeste nog bestaande bastions van alle vestingsteden in Nederland.
In 1694 drong Menno van Coehoorn aan op modernisering van de vesting. Belangrijk was de inkorting van de stad aan de zuidzijde, waarbij aldaar veel panden werden gesloopt. Het resultaat werd een langgerekte stervormige vesting met negen bastions, vijf ravelijnen, vijf beren met monniken en vier poorten. De uit 1625 daterende Waterpoort werd in 1894 afgebroken. Bewaard bleef wel het bijbehorende midden-18e-eeuwse poortwachtershuis. In 1704 gereedgekomen is de Langepoort. De Kaaipoort uit 1709 werd rond 1860 buiten gebruik gesteld en vervangen door een coupure ter plaatse van de Oostdam. De negen volgens het Oud-Nederlandse stelsel aangelegde bastions zijn het Molenbolwerk met de molen 't Vliegend Hert, het Kruithuisbolwerk met witgepleisterd kruithuis (circa 1710), het Galgebolwerk met bunker, het Bleykersbolwerk, het Westerbolwerk met bomvrije munitieberging (circa 1860), het Hollebolwerk (Bastion VI), het Oranjebolwerk met bomvrij wachthuis (1860), het Lijnbaansbolwerk met kruitmagazijn en ten slotte het Noordbolwerk met de restanten van de Noordpoort.
Aan de zuidzijde van de havenmond ligt de in 1858 ingerichte havenbatterij, die in 1882 werd verbeterd met een bomvrij wachthuis en vele bunkers. De vestingwerken zijn in 1972-75 gerestaureerd onder leiding van J. Walraad.

### Kerkgebouwen

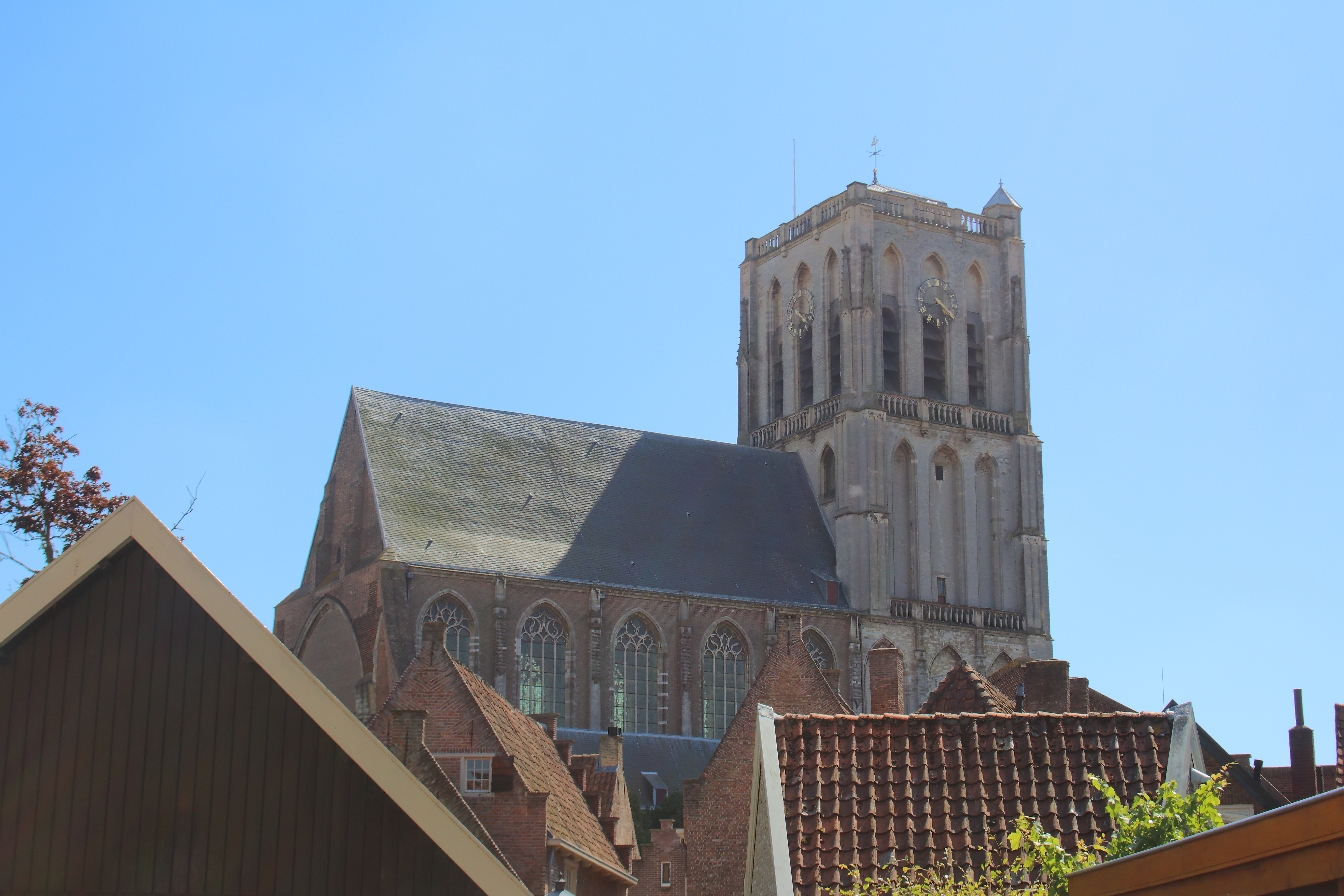
Brielle, de Sint Catharijnekerk

De Grote of Sint-Catharijnekerk was in opzet de grootste kerk van Holland, maar is nooit voltooid. De bouw begon in 1417. In 1456 was er een grote brand en in 1482 raakte het geld op en hield men op met bouwen. Alleen het schip was klaar. Brielle is van verre herkenbaar aan de 57 meter hoge, stompe toren van de Sint-Catharijnekerk. Na 1572 kwam deze parochiekerk in protestantse handen.
De Bedevaartskerk uit 1932 is een forse bedevaartkapel met aangrenzende overdekte omgang, naar een ontwerp van Herman de Vries en is het rooms-katholieke heiligdom van de Martelaren van Gorcum. Ze is gebouwd ter plaatse van de turfschuur waar in 1572 17 priesters en 2 lekenbroeders werden opgehangen en gedood omwille van hun geloof. Het hier in 1403 gestichte regulierenklooster werd in april 1572 door de Watergeuzen geplunderd. Op 9 juli 1572 werden negentien vanuit Gorinchem hierheen overgebrachte rooms-katholieke geestelijken door de Watergeuzen opgehangen en ter plekke begraven. Deze Martelaren van Gorcum werden in 1675 zalig en in 1867 heilig verklaard. Op het zogeheten Martelveld, aangekocht in 1865, vond men stoffelijke resten bij opgravingen in 1877. Na de bouw van een eerste houten noodkerk in 1880 groeide de plek uit tot een bedevaartsoord. In het midden ligt de voormalige visvijver van het klooster, bekend als de ‘Heilige Put’. Ter plaatse van het martelarengraf staat een achtzijdig altaarciborie met koepel en buitenaltaar
Van het Brigittenklooster, gesticht in 1492 en verlaten in 1558, resteert een rijk uitgevoerd laatgotisch hardstenen poortje met ezelsrugboog (gerestaureerd 1951).
De katholieke kerk Martelaren van Gorcum uit 1830 aan de Nobelstraat is ontworpen door architect P. Plukhooy. Het is een eenbeukige neoclassicistische kerk. Ze heeft een baksteengevel met zwaar hoofdgestel, trigliefenlijst en middenrisaliet met fronton. Orgel met hoofdwerk en nevenwerk werden in 1877 gemaakt door orgelbouwer Maarschalkerweerd. De klokkenstoel bevat een klok van Klokkengieterij Petit & Fritsen uit 1879.
De kapel van het Sint Jacobsgasthuis uit 1652. Nadat ze in 1970 buiten gebruik was geraakt is er ten slotte een huisartsenpraktijk in gevestigd. Het is een zaalkerk met 5/8 gesloten koor en een slanke ingebouwde toren. Het gebouw heeft houten tongewelven met trekbalken. De kansel stamt uit de 17e eeuw. De toren heeft een houten balustrade en een ingesnoerde naaldspits. De klokkenstoel bevat een klok uit 1696. Het mechanisch smeedijzeren torenuurwerk uit circa 1680 is niet meer in gebruik.
De Begijnhofkapel aan de Coppelstockstraat is een 15e-eeuws gebouw. Na 1572 verloor de kapel haar oorspronkelijke doel. Ze heeft daarna verschillende functies gehad, sinds 1883 was het gebouw in gebruik als maalderij. Het godshuis wordt voor het eerst vermeld in 1413 en was vroeger onderdeel van een begijnhof. In 2009 is begonnen met een grootscheepse restauratie.
De Geuzenkerk dateert uit 1872, is aan de eredienst onttrokken en is in 2019 grondig gerenoveerd en als woning in gebruik genomen. De kerk is een zaalkerk met achtkantige dakruiter en een deels gepleisterde eclectische voorgevel.
De Sjoel Brielle is een synagoge uit 1871, het enige overgebleven joodse gebedshuis in de regio Voorne-Putten, Rozenburg en Goeree-Overflakkee. De sjoel was sinds de Tweede Wereldoorlog niet meer als zodanig in gebruik. Na 1945 werd het pand verkocht aan een aannemer die er een opslagloods van maakte. In 2005 werd de geheel gerestaureerde synagoge heropend. De sjoel is nu een plaats voor ontmoeting en cultuur.

### Het Arsenaal
Het Arsenaal uit 1708 huisvestte tot in januari 2018 de openbare bibliotheek van Brielle.

### Molen't Vliegent Hert
Een maalvaardige houten standerdmolen.

### Asyl voor Oude en Gebrekkige Zeelieden
Het Asyl voor Oude en Gebrekkige Zeelieden, bestaande uit veertien hofjeswoningen, gegroepeerd in een L-vorm met rijk gedecoreerde hoofdvleugel

### Merulaweeshuis
In oorsprong 16e-eeuws gebouw, bestaande uit vier panden.

### Sloepenloods
De karakteristieke, naar een ontwerp van de Eerstaanwezend ingenieur G.J. Blauw en ingenieur P.C.B. van Marle gebouwde sloepenloods is in stilistisch opzicht eclectisch. De op de kop van het Kostverloren staande sloepenloods heeft in 1922 met het vertrek van de Torpedodienst naar Gorinchem, zijn oorspronkelijke functie verloren. Sindsdien heeft het gebouw meerdere functies gehad. Tegenwoordig fungeert het als clubgebouw van de plaatselijke schietvereniging.

### Watertoren (Brielle)
Net buiten de vesting gelegen in 1923-1924 gebouwde toren.

## Foto's

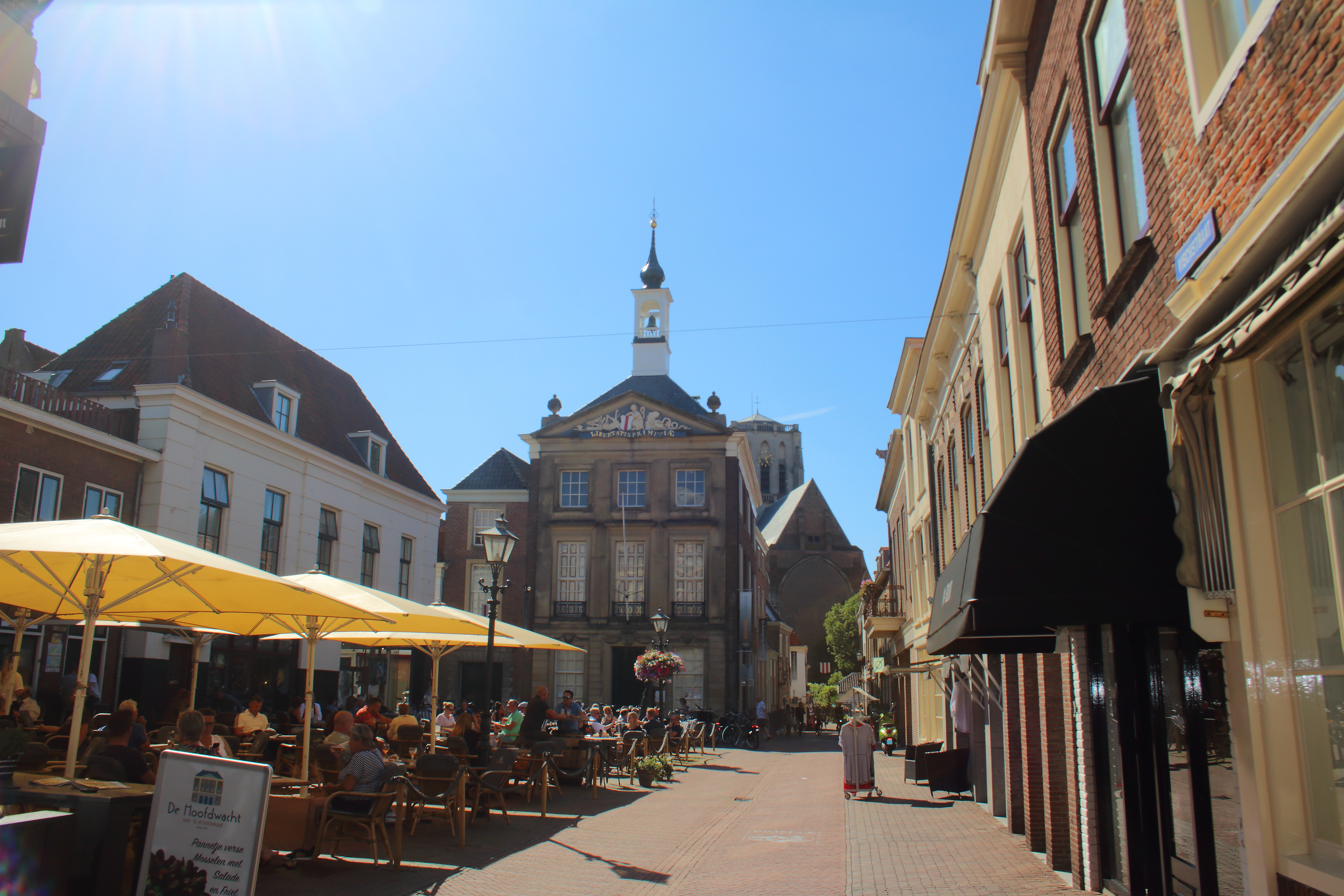
Markt met het Historisch Museum Den Briel in het oude stadhuis
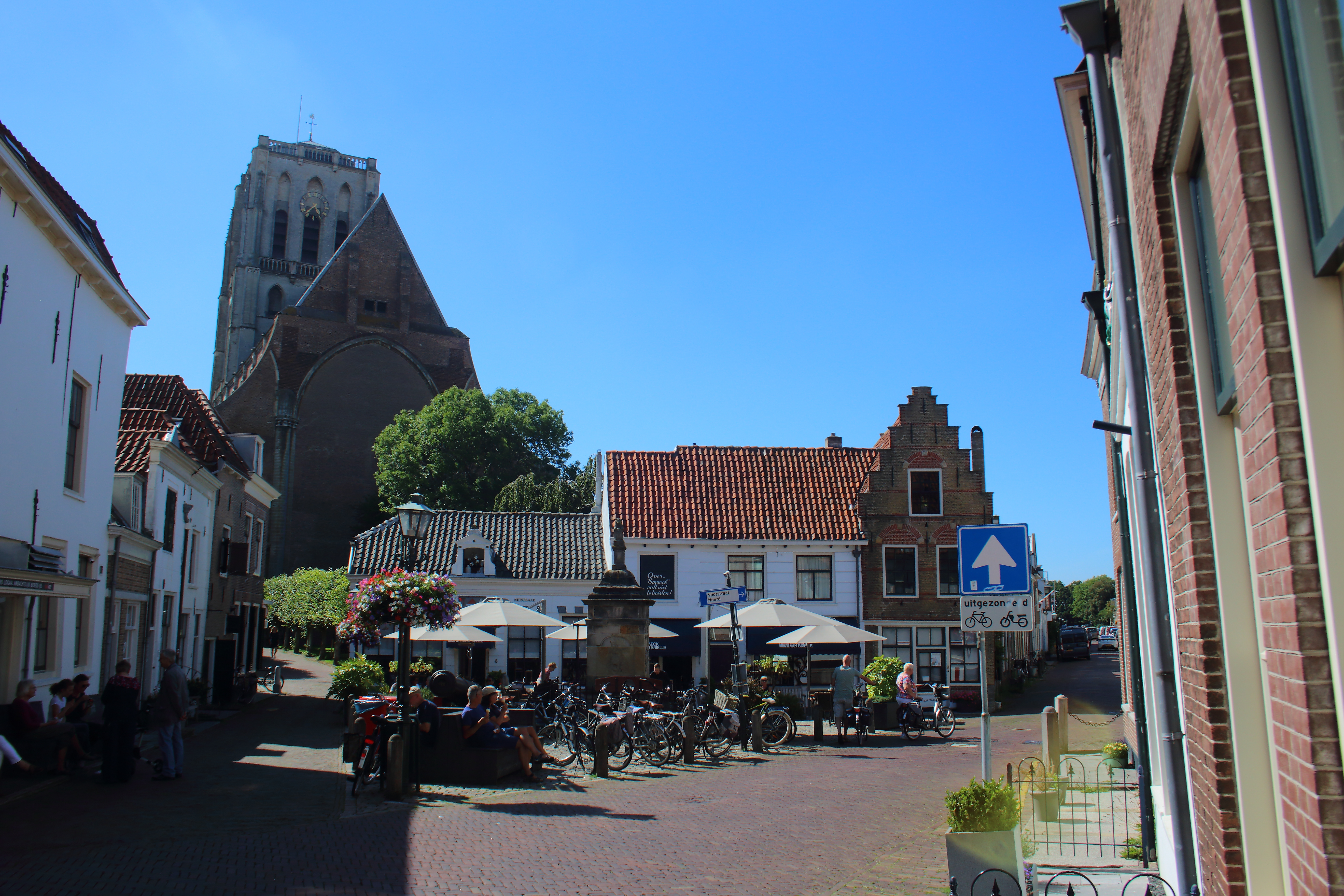
Brielle, het Wellerondom
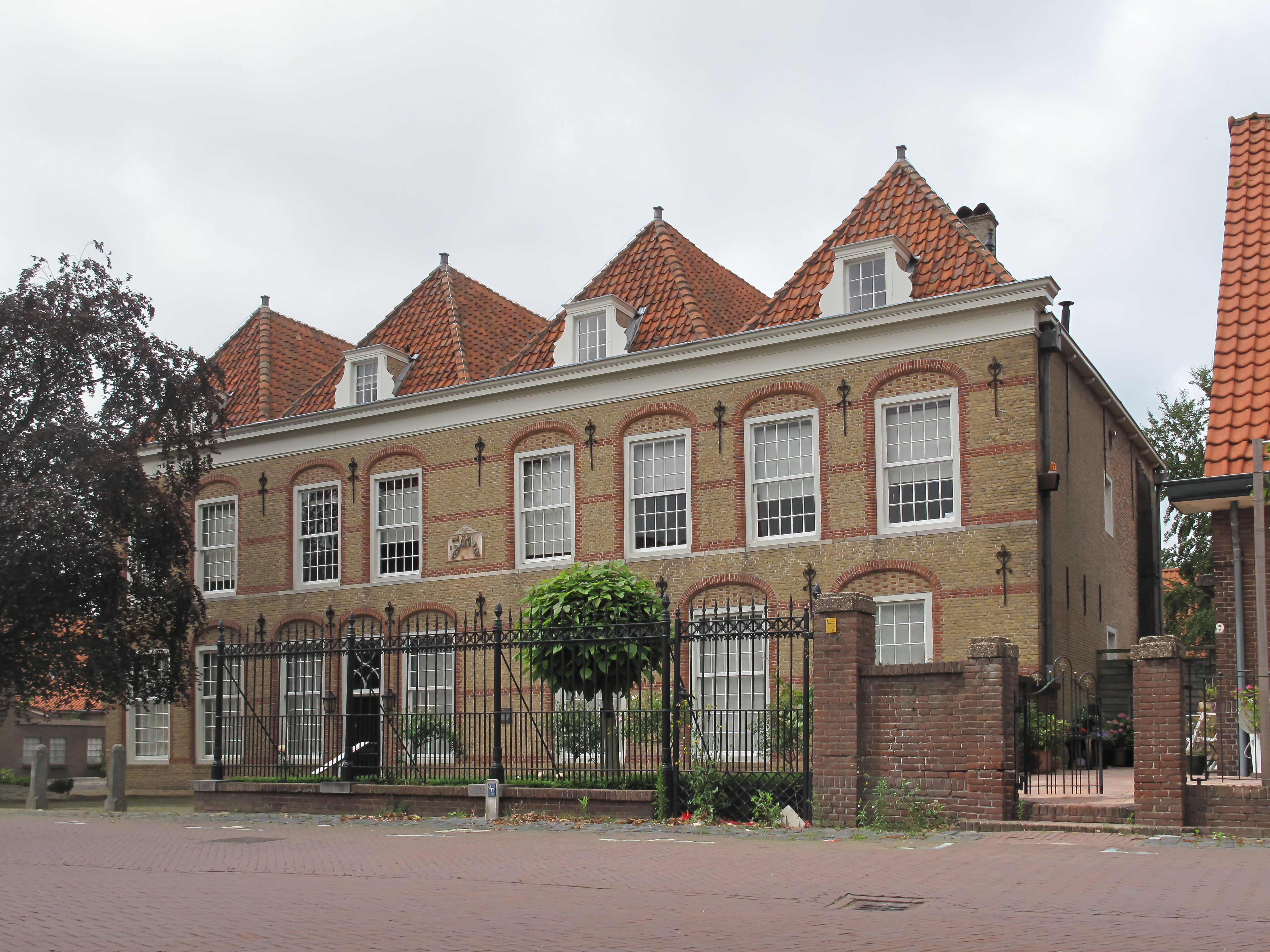
Brielle, het voormalig Merulaweeshuis
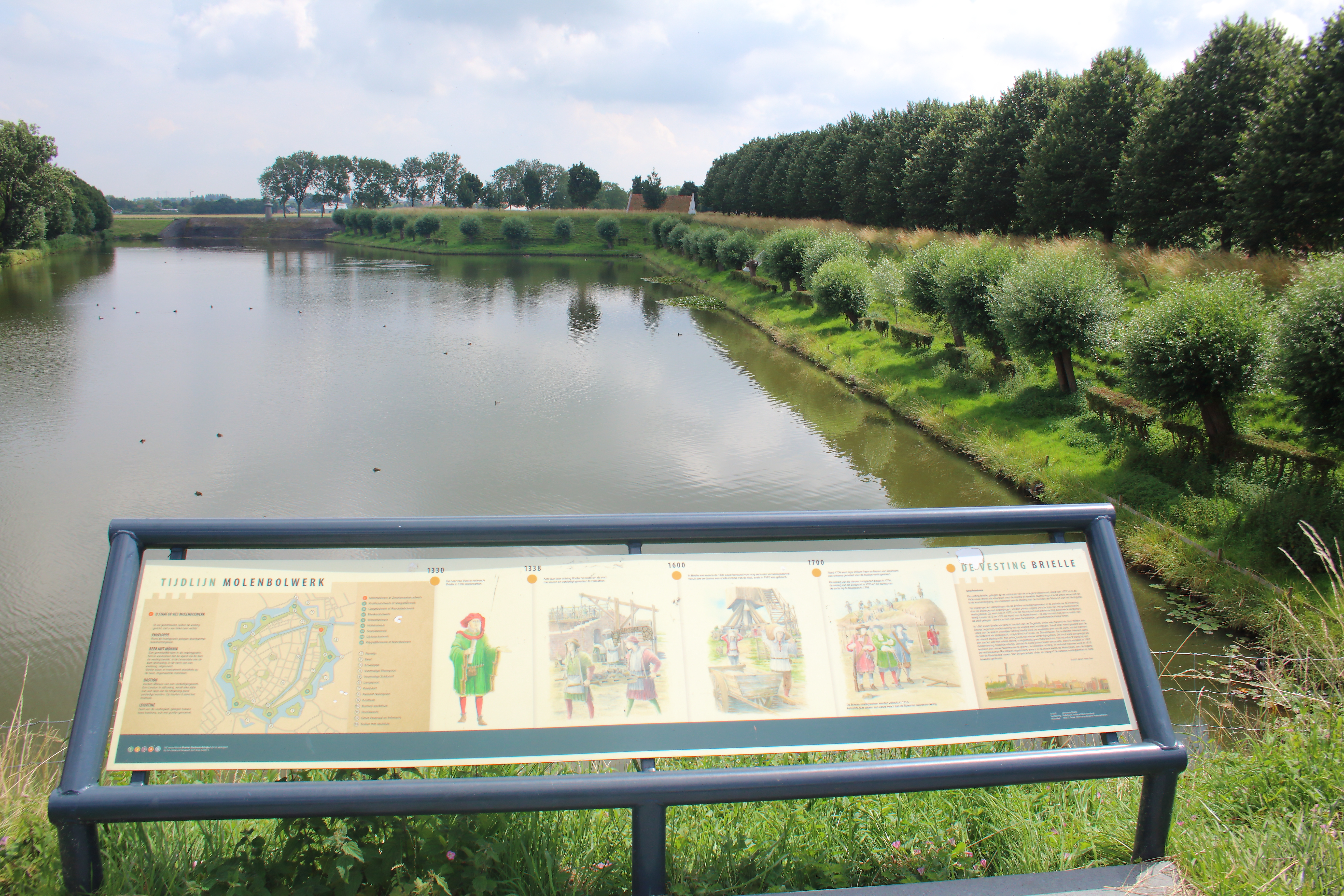
De omwallingen van de vestingstad Brielle
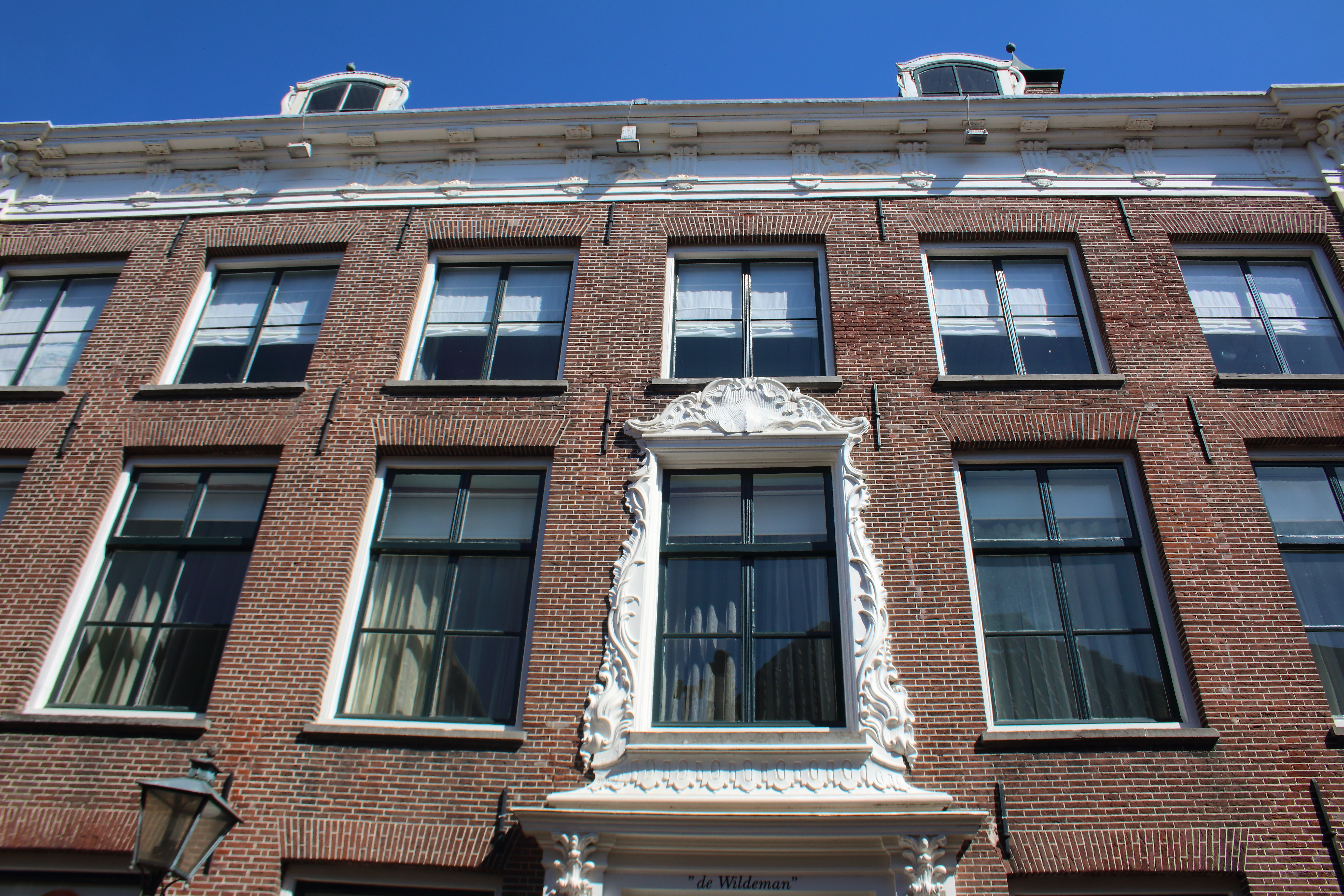
'De Wildeman' in de Nobelstraat
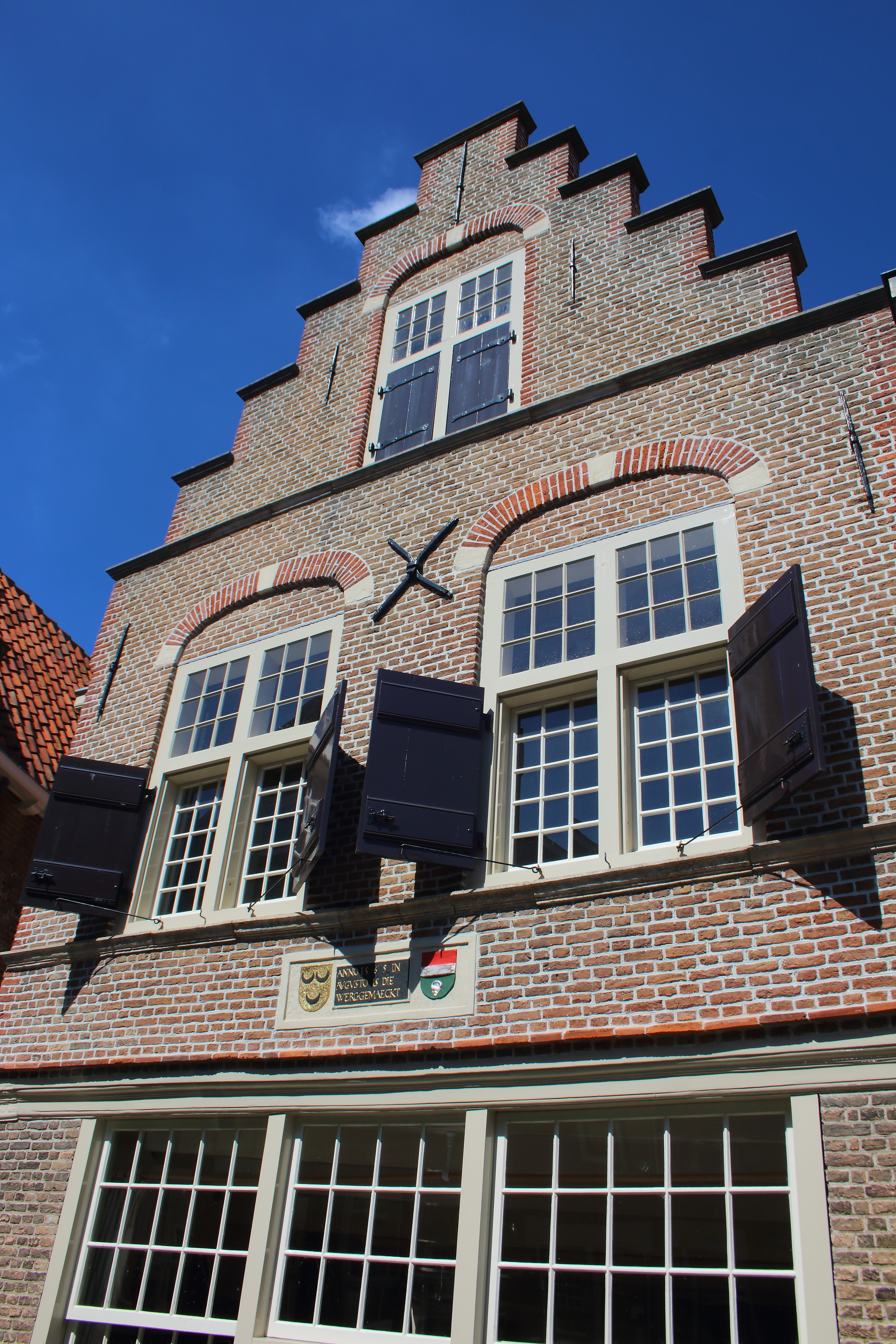
Duvenvoordehuis in de Langestraat
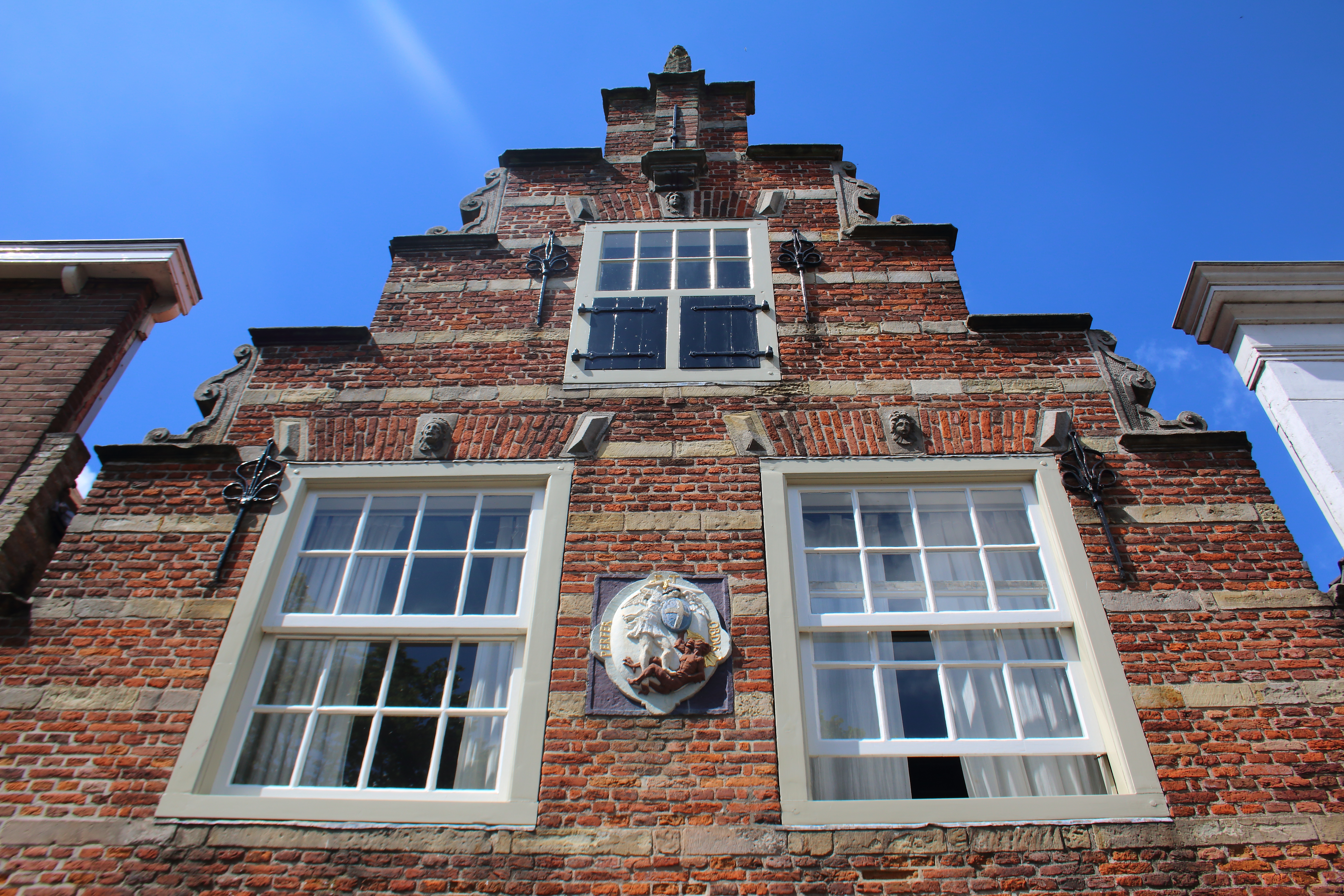
Monumentaal pand in de haven (Maarland Noordzijde)
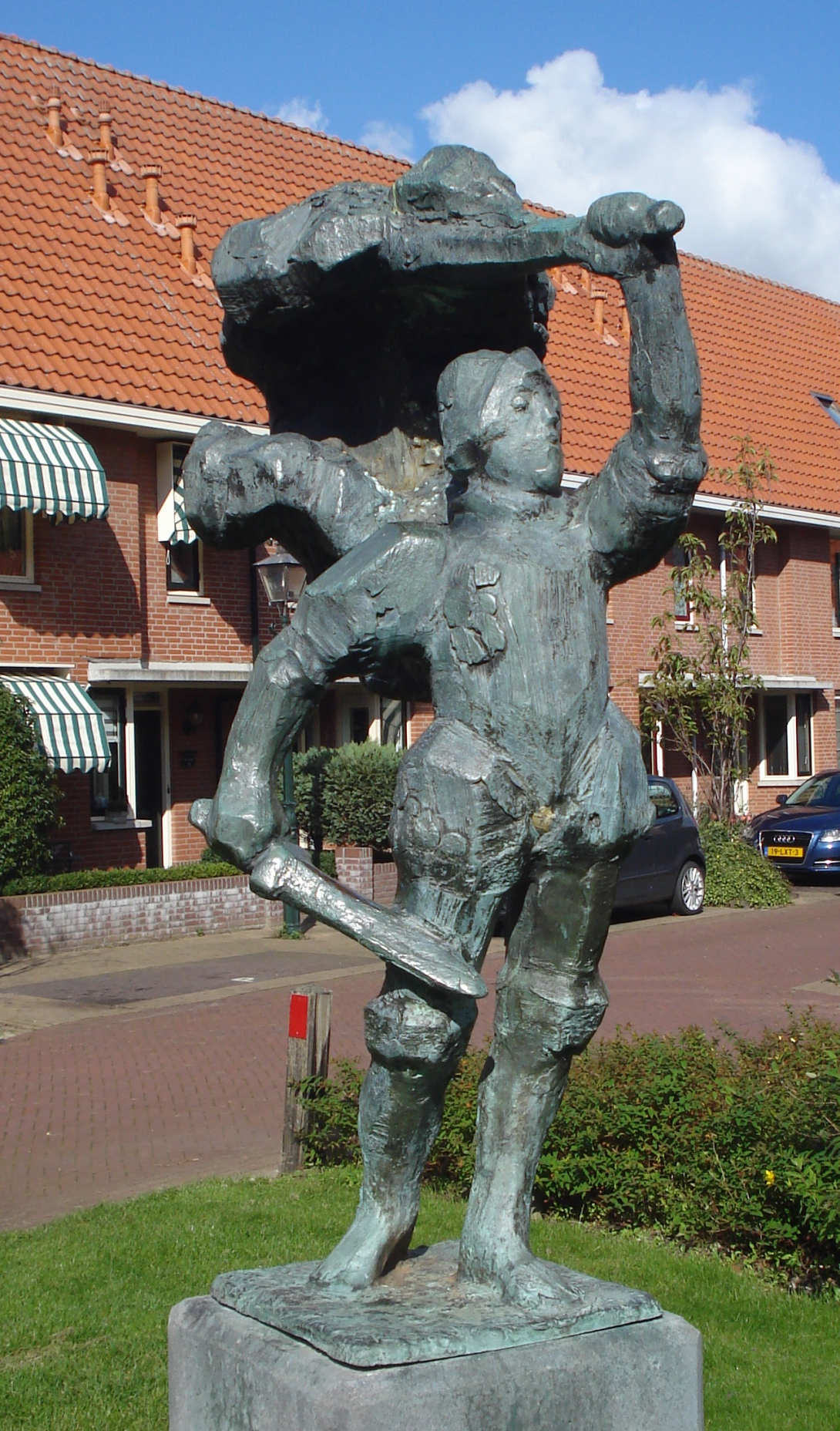
Kunstwerk "De Vendelzwaaier" van Frank Letterie

## Sport en recreatie
Door deze plaats loopt de Europese wandelroute E9, ter plaatse ook Noordzeepad of Deltapad geheten.
Brielle heeft tot juni 2011 twee voetbalclubs gehad; WRW en SC Voorne. Deze beide clubs zijn in juni 2011 gefuseerd tot de VV Brielle met een nieuw onderkomen op sportpark Geuzenpark.
Het eerste elftal van VV Brielle speelt sinds het seizoen 2014/2015 in de 1e klasse zaterdag.
De Brielse tennisvereniging E'68 en de atletiekvereniging Voorne Atletiek zijn in 2011 naar sportpark Geuzenpark verhuisd. 
Verder een badmintonvereniging genaamd BBC, een basketbalvereniging genaamd BV Voorne en een zwemvereniging genaamd De Duck.

## Evenementen

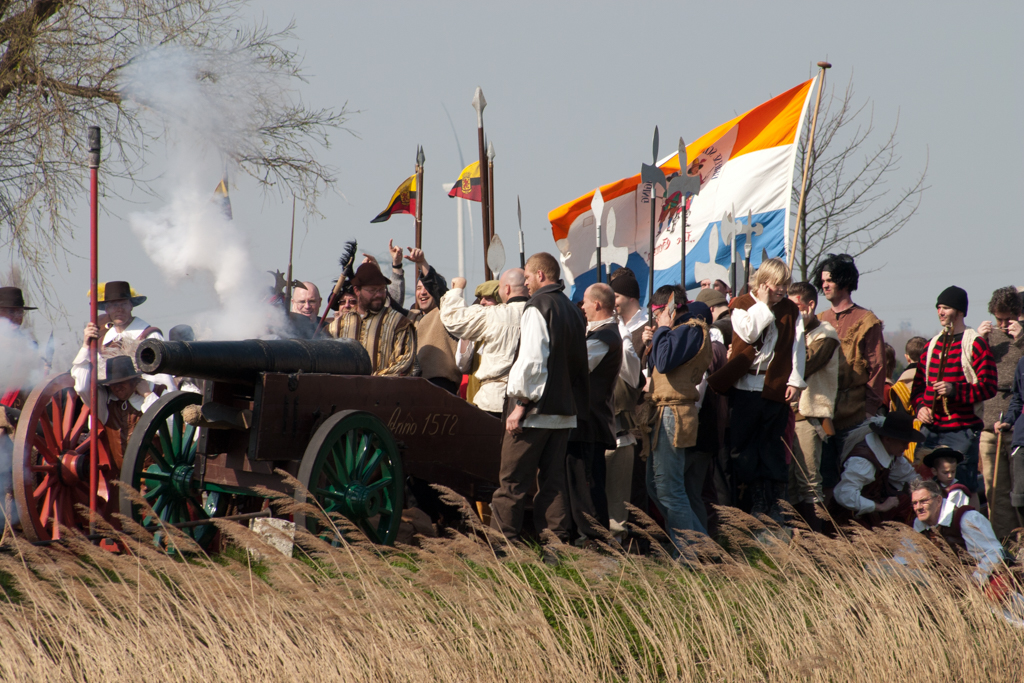
De Watergeuzen voor de poort van Brielle.

- Bevrijdingsdag, 1 april: op deze gedenkwaardige dag in 1572 verschenen de Watergeuzen voor de Noordpoort van Den Briel en eisten de overgave van de kleine, maar strategisch belangrijke havenstad. Ook wordt er op de nacht vóór 1 april de Kalknacht gehouden.
- Nationale Bedevaart. Deze bedevaart naar Brielle is elk jaar op een zaterdag rond 9 juli. De bedevaart leidt naar het heiligdom van de Martelaren van Gorcum aan De Rik 5.
- Brielle Blues (laatste zondag van juli): op deze dag worden op drie podia binnen de vesting door twaalf bluesbands de gehele dag bluesmuziek ten gehore gebracht. Na 22:00 volgt er een traditionele kroegentocht.
- Zomerfestival Brielle: tentfeest waarbij landelijk bekende artiesten optreden. Het evenement vindt het tweede weekend van augustus plaats op zowel vrijdag- als zaterdagavond.
- Brielse Maskerade: op 5 december vindt in Brielle de Maskerade plaats, voor het oude stadhuis.

Een nog steeds actuele Brielse traditie van gezelligheid en nostalgie, van glühwein en uit je dak gaan.
De Klaasieloper, zoals een Maskeradeganger altijd genoemd werd, kan zich tijdens de Maskerade volledig uitleven. Het is dé gelegenheid om ‘helemaal los’ te gaan. De Maskeradeganger kan ook zijn eventuele frustraties en of kritiek uiten betreffende alles wat er in het afgelopen jaar gepasseerd is, zonder aanzien des persoons.

## Galerij

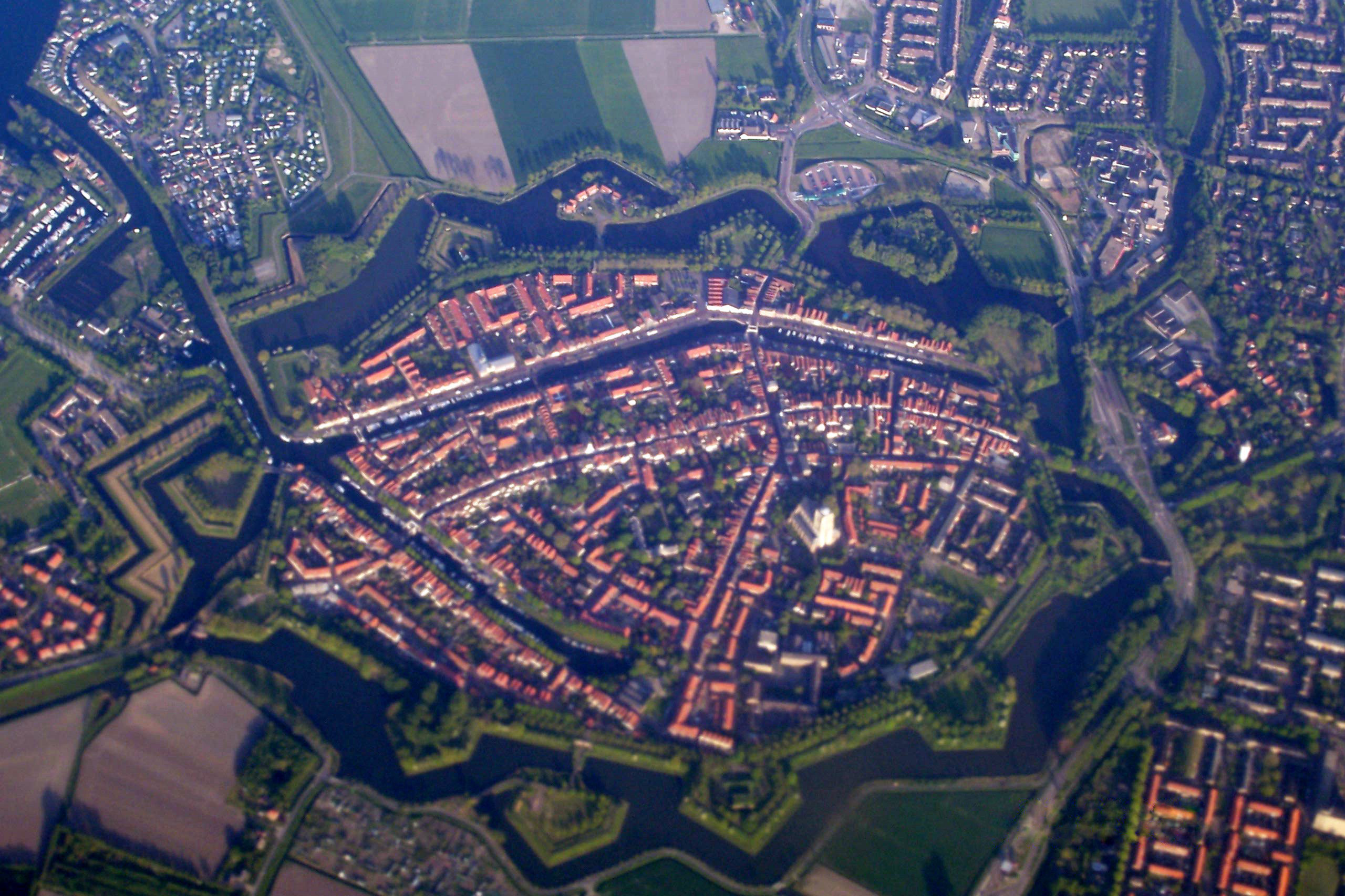
Brielle vanuit de lucht
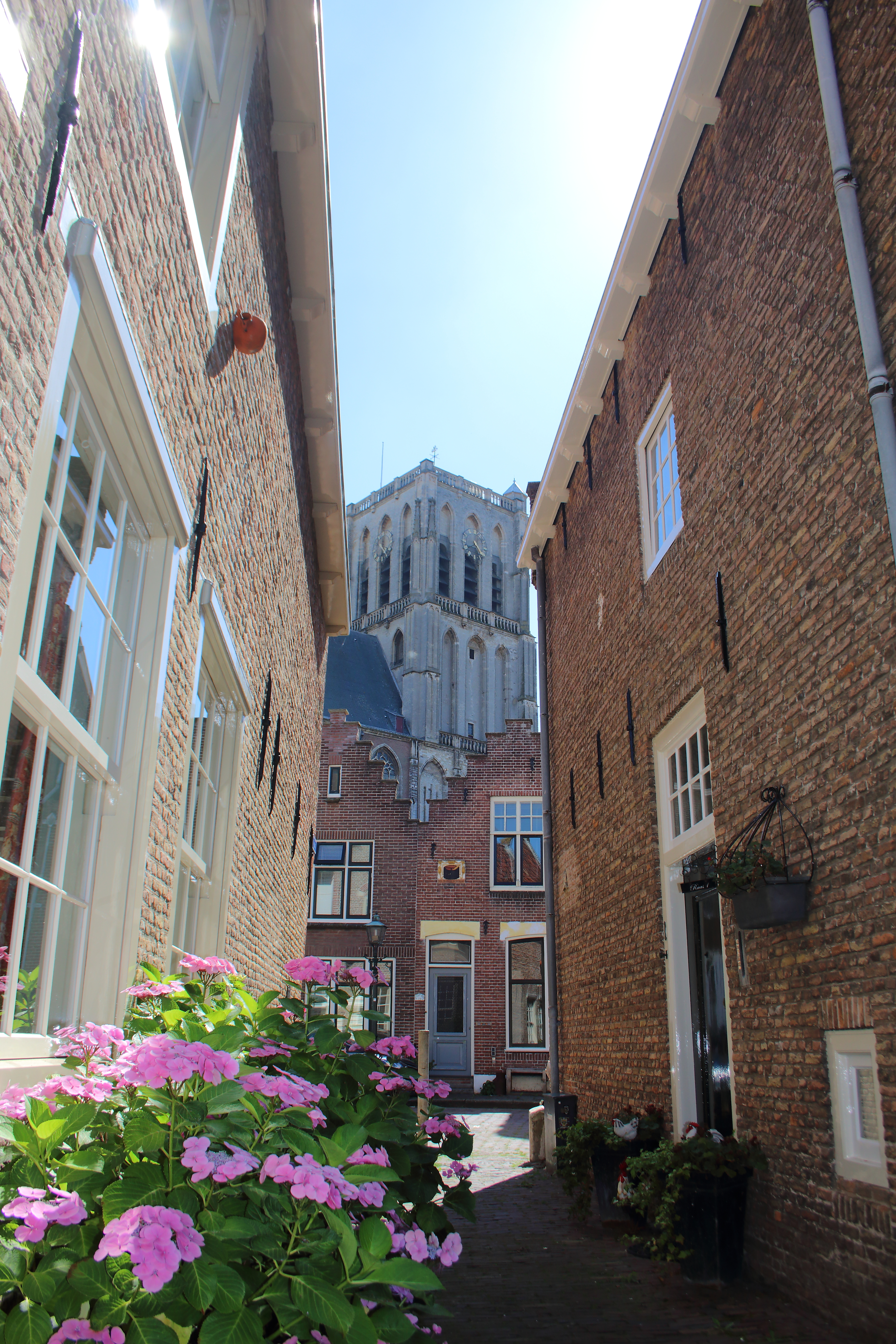
Sint-Catharijnekerk
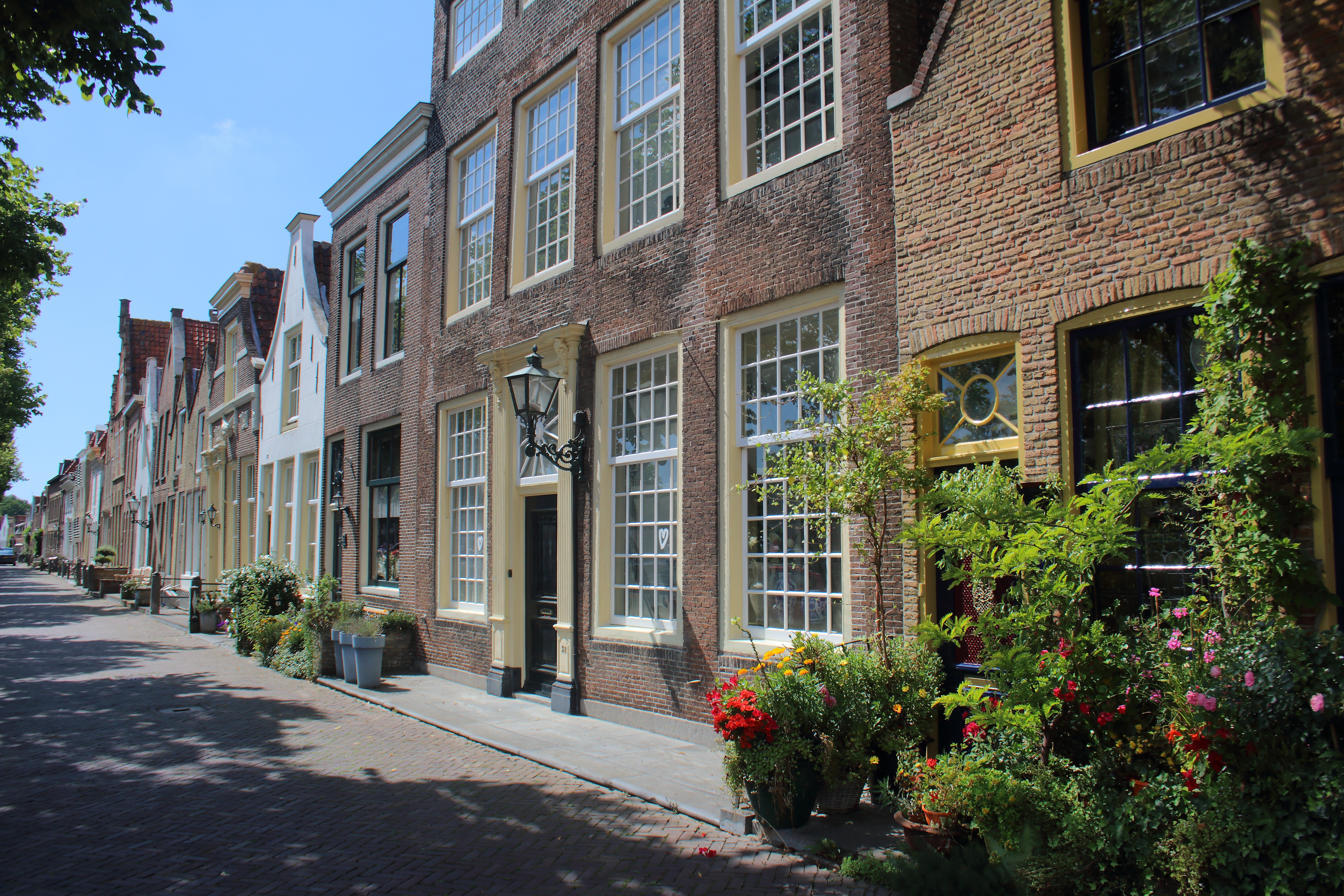
Maarland Noordzijde
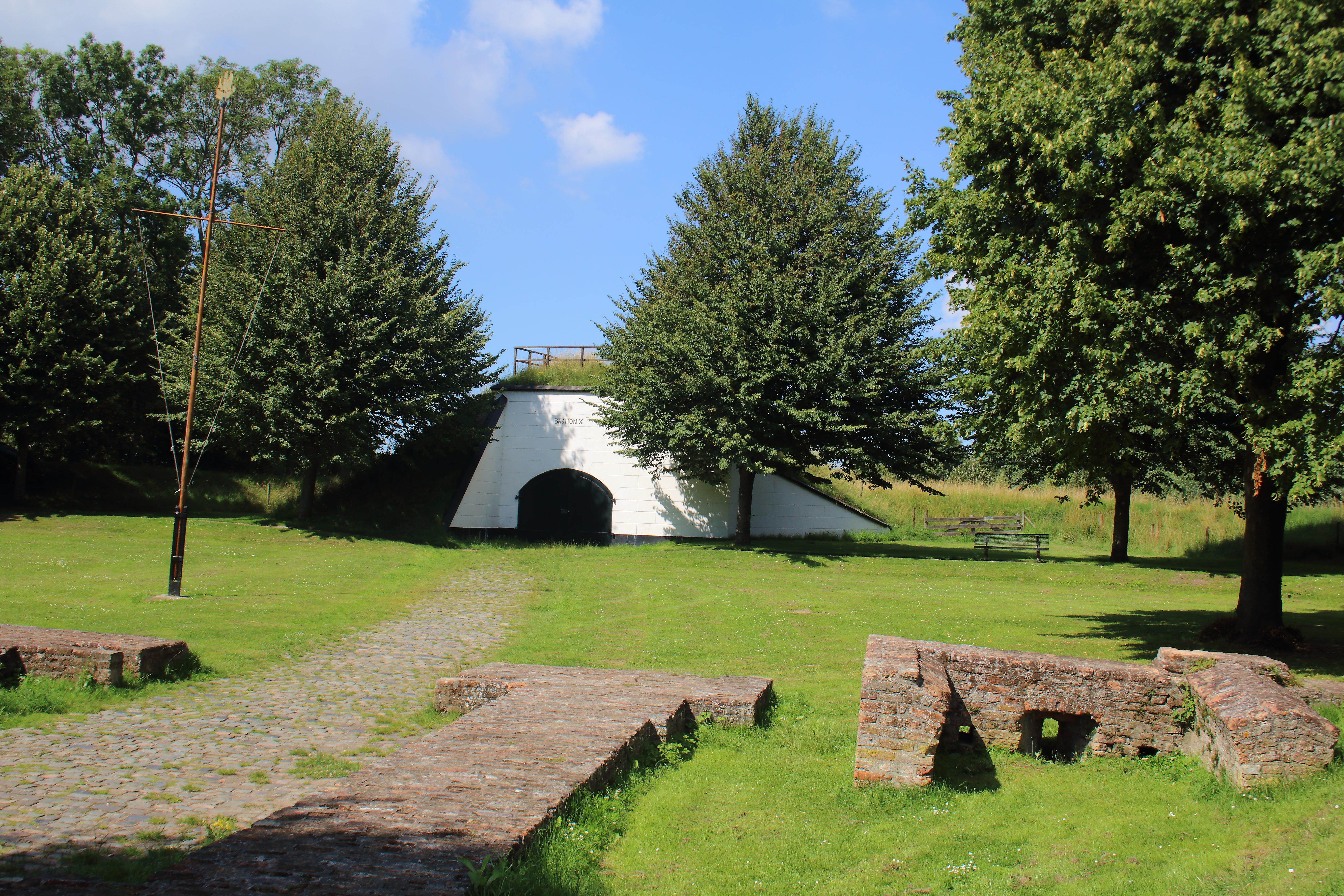
Noordpoort
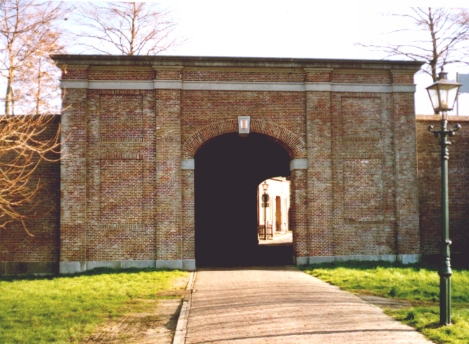
Langepoort
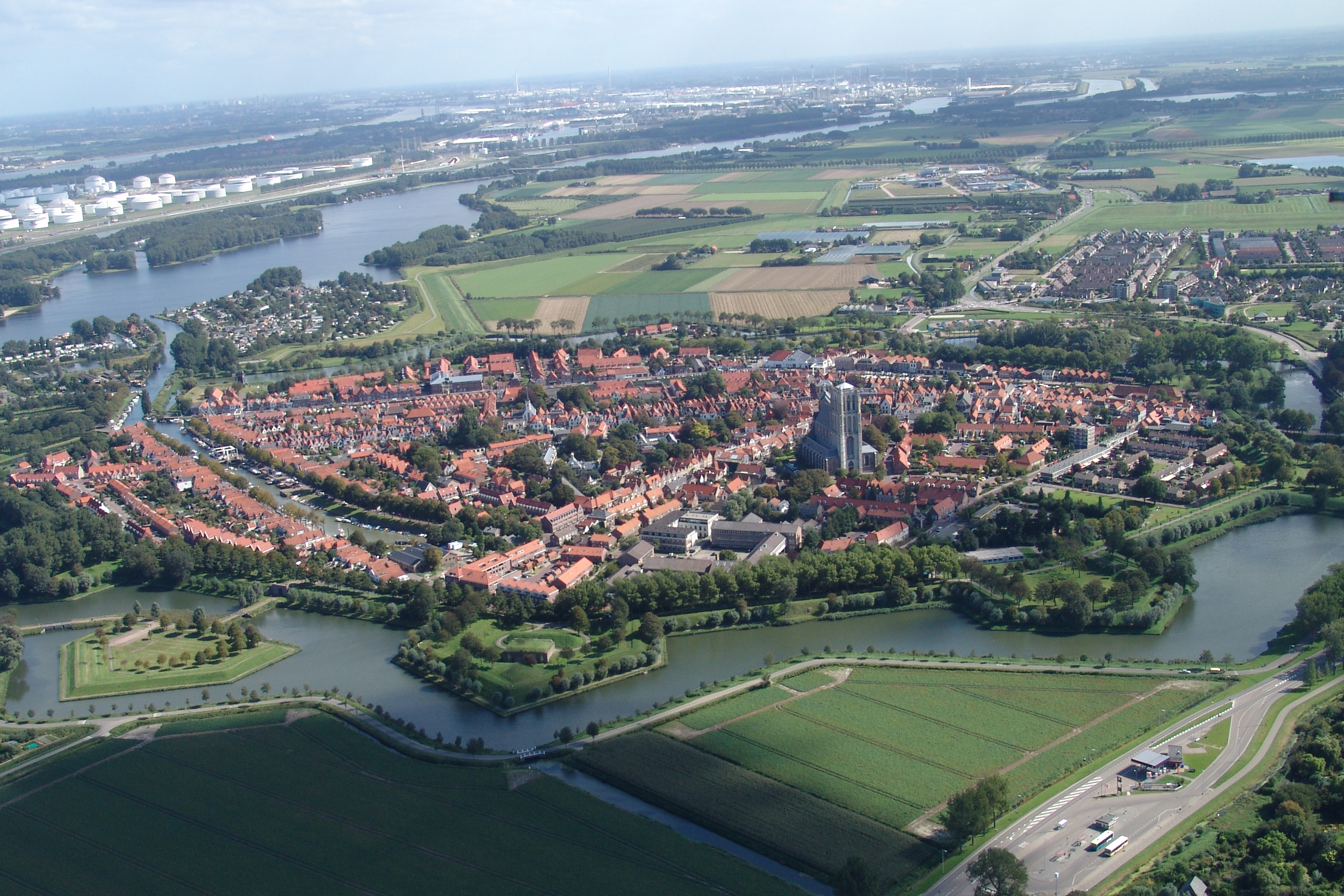
Brielse vesting met Sint-Catharijnekerk
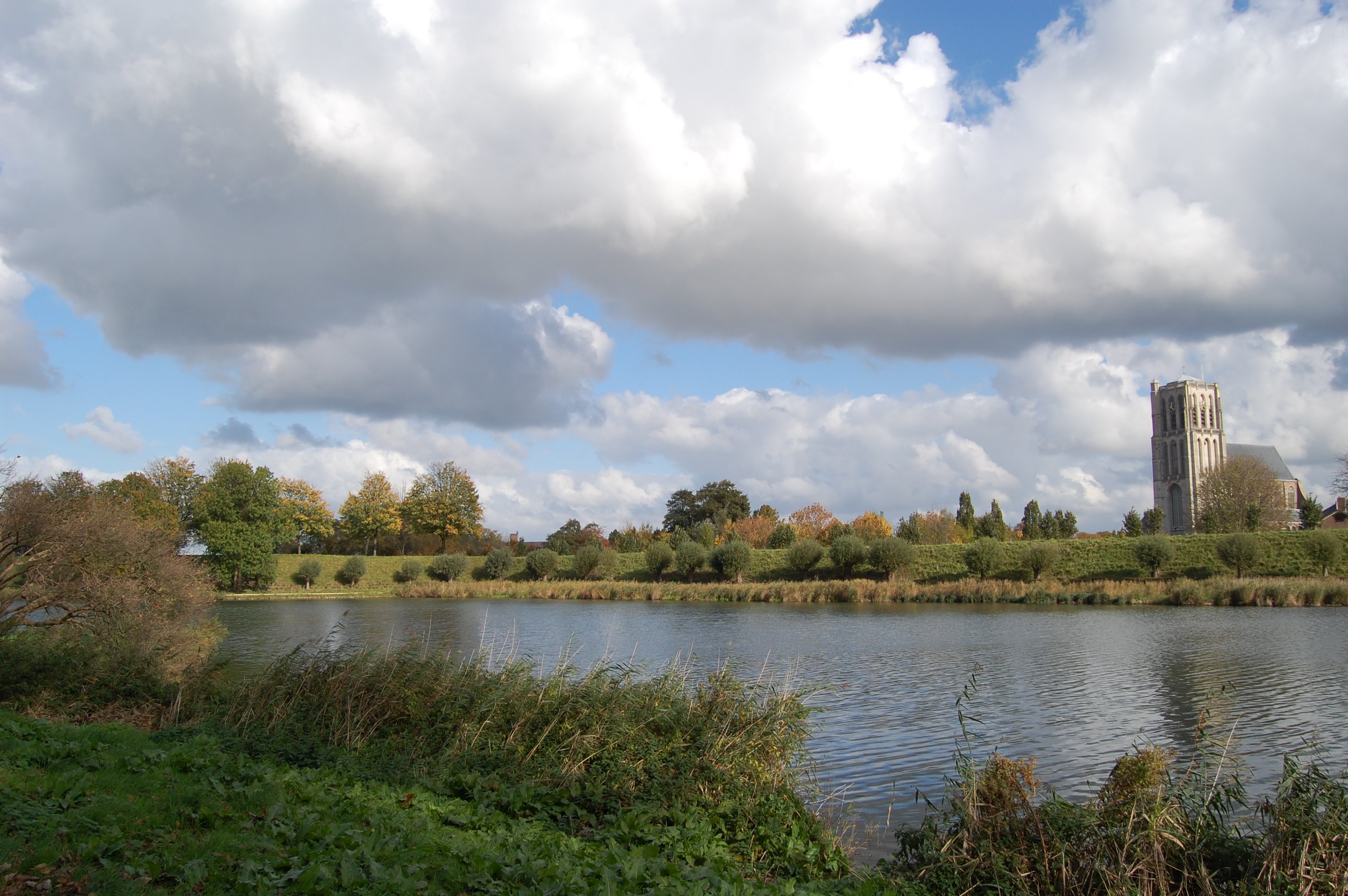
Brielse dom
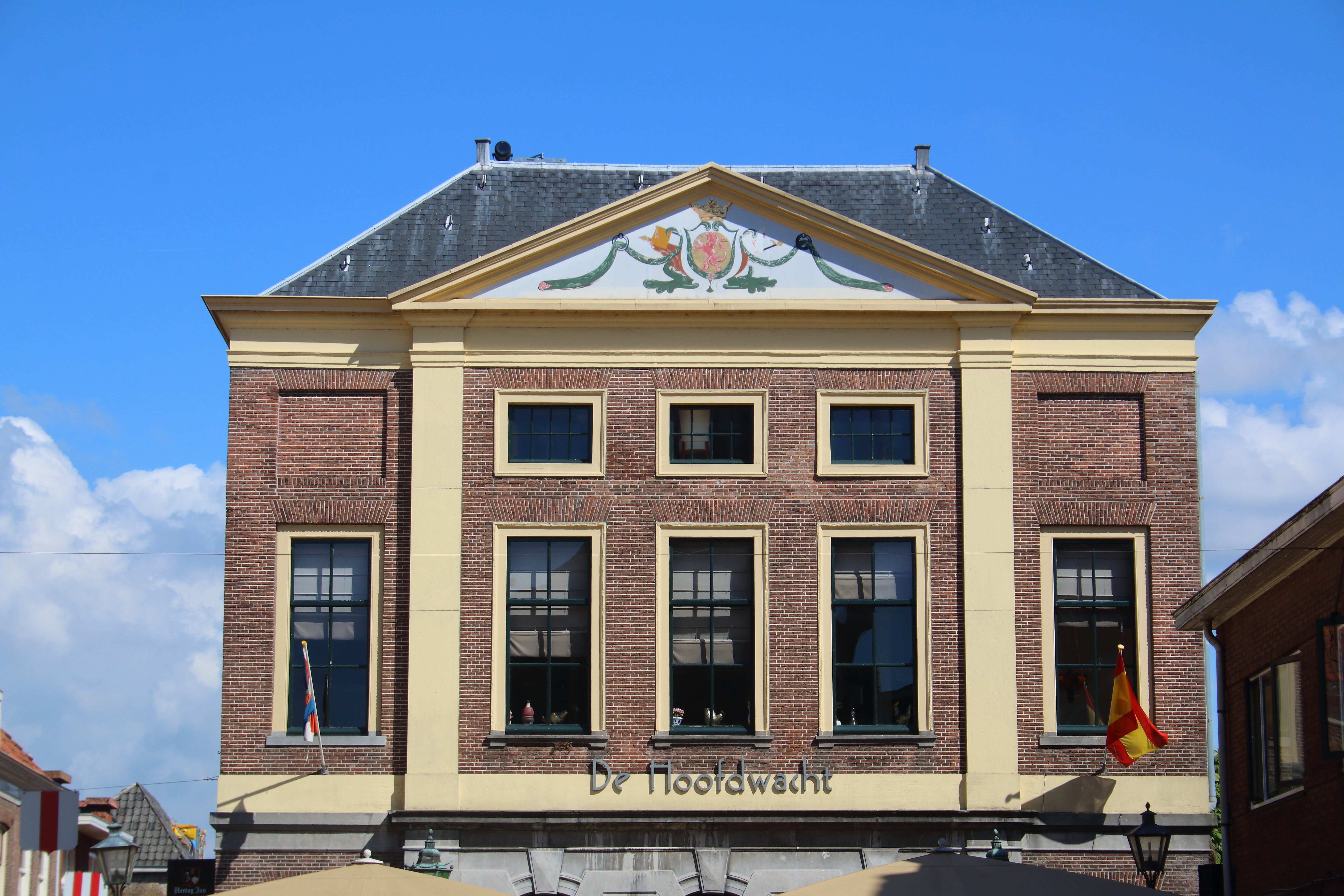
Hoofdwacht op de Markt
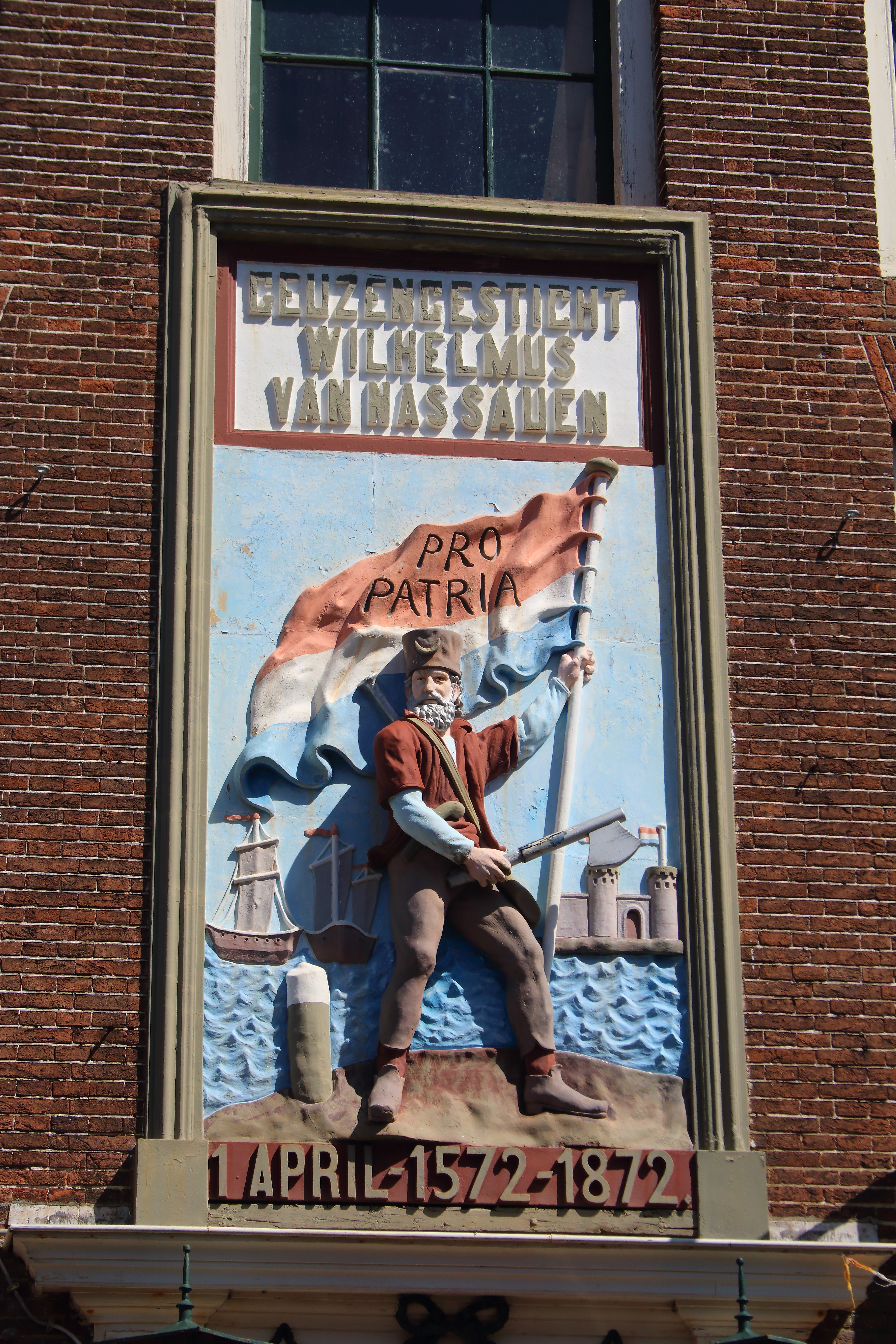
Gevelsteen van het Geuzen-gesticht.